# Avsunviroid
Avsunviroid és un gènere de viroides de la família Avsunviroidae. Tenen una cadena monocatenària d'ARN d'uns 246-251 parells de bases. Aquest gènere es diferencia d'altres viroides de la família per la seva estructura amb forma de barra i un contingut baix (38%) de G+C que fa termodinàmicament inestables els ribozims del doblec de l'extrem.